# Goldfinger (hudební skupina)
Goldfinger je pop punková a ska punková hudební skupina, která pochází z Los Angeles a vznikla v roce 1994. V současné době má skupina čtyři členy. Jsou jimi zpěvák a kytarista John Feldmann, kytarista Charlie Paulson, basista Kelly LeMieux a bubeník Darrin Pfeiffer. Skupina se řadí k třetí vlně ska, která nastala během devadesátých let a zvýšila popularitu ska hudby. Přitom alba Open Your Eyes a Disconnection Notice jsou spíše pop punková. Kromě hudby je skupina Goldfinger známá také svou aktivitou v politice, zejména v oblasti zvířecích práv.

## Historie

### Vznik a první úspěch
Skupina vznikla v sestavě John Feldmann, zakládající člen skupiny Electric Love Hogs, jako zpěvák a kytarista, Simon Williams na basovou kytaru, Darrin Pfeiffer na bicí a Charlies Paulson na kytaru. V době vzniku skupiny pracovali Feldmann a Williams ve stejném obchodě s obuví.
Skupina nahrála EP Richter, která získala velmi kladný ohlas.  To přimělo skupinu k tomu, aby podepsala smlouvu s Universal Records. Mnoho skladeb, které se nacházejí na EP Richter, jsou demo verzemi skladeb, které se objevily v plné verzi na albu Goldfinger, které skupina vydala 27. února roku 1996. Toto album obsahující šestnáct skladeb získalo velký úspěch, možná díky tomu, že se v něm skloubil nádech reggae s metalem a výsledný žánr byl proto zajímavý. Album bylo asi úspěšné zejména díky skladbám jako Here in Your Bedroom nebo Mabel, které jsou velmi chytlavé a kreativní a přitom mají skromný text. Jednotlivé skladby alba jsou plné různých emocí. Setkáme se tu se zmateností ve skladbě „Mind's Eye“, skladba „My Girlfriend's Shower Sucks“ je spíše humorná. Oproti tomu skladba „Answers“ je plná agrese a zlosti.
 Roku 2006 Alternative Press označil album 'Goldfinger' jako jedno z „10 Albums That Shaped 1996“, (v překladu „10 alb která formovala rok 1996“).

### Hang-Ups, Stomping Ground a Open Your Eyes
Skupina vydala své druhé album s názvem Hang-Ups 9. září roku 1997. Na tomto albu skupina rozšířila svůj ska-punkový základ. Přidala něco z popu šedesátých let a punku sedmdesátých let. Výsledkem je silnější a rozmanitější zvuk. Album je vyzrálejší než to předchozí.
Přesto se toto album nesetkalo s takovým úspěchem jako to předchozí. Skupina si ale i nadále držela fanoušky. V této době skupina vydala populární cover skladby „More Today Than Yesterday“ skupiny Spiral Starecase, což skupině také pomohlo prorazit.
 Třetí studiové album Stomping Ground bylo vydáno 28. března 2000. Na tomto albu ukazuje skupina více všestrannosti. Zatímco začátek skladby „The End of The Day“ připomíná skupinu Kinks, skladba Bro je tvrdšího rázu a více se podobá skladbám heavy-metalové skupiny Soundgarden. Žádná ze skladeb tohoto alba nebyla tak úspěšná jako singl „Here In Your Bedroom“ z prvního alba skupiny, nicméně skladby „I'm Down“, „San Simeon“, „You Think It's a Joke“ a cover skladby „99 Red Balloons“ od zpěvačky Nena se setkali s úspěchem a tyto skladby jsou důkazem toho, že skupina stále vyspívá a stává se zralejší.
 V roce 2000 během turné po Anglii nahrála skupina jeden ze svých souborů, obsahující živé album Footh in Mouth, které bylo k dostání jen na koncertech a na oficiální internetové stránce skupiny. Další album s názvem Open Your Eyes bylo první album nahrané s novým vydavatelstvím a to s Jive/Zomba. Na tomto albu Goldfinger opustili reggae ve prospěch tvrdšího zvuku. Hlavním tématem alba jsou dlouhodobé vztahy, které se zkazily. Ve skladbách zaznívá lítost a smutek, autor přiznává, že něco udělal špatně, a lituje toho. Některé texty skladeb tohoto alba se týkají zvířecích práv. Je to vůbec první album, na němž se objevují skladby s touto tematikou. Skupina nahrála videoklip k titulní skladbě s názvem Going Home, která je také o zvířecích právech.

### Disconnection Notice a návrat Charlieho Paulsona
Na začátku roku 2005 vydala skupina první album s novým vydavatelstvím a to s Maverick Records. Album dostalo název Disconnection Notice. Skladba „Wasted“ byla vydána jako singl.

Toto album nebylo přijato tak dobře jako předchozí alba skupiny. Odborná kritika ho hodnotila neutrálně, jen od Alternative Press obdrželo kladné hodnocení.
 V roce 2005 také kapela oznámila, že se vrátí bývalý kytarista skupiny Charlie Paulson. Paulsonův návrat se uskutečnil na konci Western USA Tour, kdy skupina koncertovala v Los Angeles v Key Clubu.

### Hello Destiny, 2007 - současnost

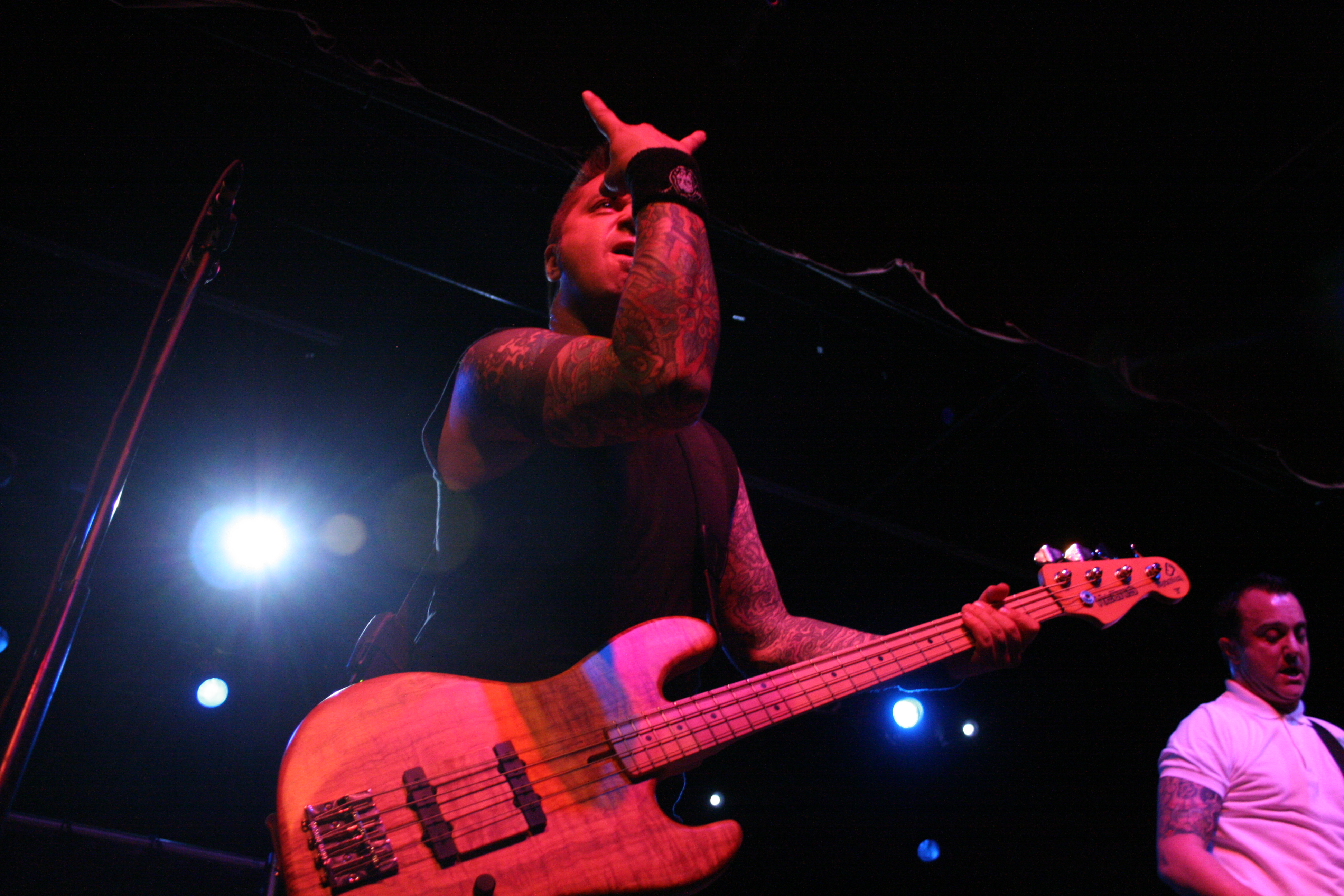
Lemieux a Feldmann na koncertě v roce 2008

V roce 2007 skupina uzavřela smlouvu s nezávislým vydavatelstvím Side One Drummy. Poté 22. dubna 2008 vydala nové album s názvem Hello Destiny. Skladby na tomto albu jsou o vážných problémech, jakými jsou náboženství, válka, rozchody, politický aktivismus, političní vězní. Aby skupina album podpořila, vydala se v létě 2008 na úspěšné turné po Severní Americe spolu se skupinou Less Than Jake. Kromě Severní Ameriky zahrála skupina také na Reading and Leeds Festivals ve Spojeném království ve dnech 22-23. srpna 2008.
Frontman skupiny John Feldmann vytvořil nahrávky pro Mest, The Used (zpěvák Bert McCracken z této skupiny zpíval doprovodné vokály ve skladbách „Open Your Eyes“, „Woodchuck“, „Ocean Size“ a „Handjobs for Jesus“), Hilary Duffovou a Story of the Year. Také je producentem singlu „The Anthem“ skupiny Good Charlotte (kytarista této skupiny zpíval doprovodné vokály ve skladbě „January“, která se v originále jmenovala „Oracle of Elcaro“). Také zařídil skupině Unloco smlouvu s Maverick Records.
V listopadu 2010 odehráli Goldfinger několik koncertů v rámci malého turné se skupinou Reel Big Fish. Toto turné stojí za zmínku z několika důvodů. Jednalo se o první koncerty, na kterých nehrál se skupinou Darrin Pfeiffer. Místo něho hrál na bicí Branden Steineckert ze skupiny Rancid. Na koncertě v Los Angeles v House of Blues se objevil původní basista Simon Williams a zahrál s kapelou několik skladeb z prvního alba. To bylo poprvé za deset let, kdy přišel Williams znovu hrát se skupinou.
V čísle časopisu SMASH za listopad/prosinec 2010 Feldmann stanovil, že na novém EP, které bude pravděpodobně plnohodnotným albem „se pracuje“ s tím že Feldmann napsal 4/5 nových skladeb a Pfeiffer nahrál stopy bicích. Feldmann také stanovil, že s vydáním jakýchkoliv nových materiálů bude následovat turné.

## Zvířecí práva
Od vzniku skupiny se stal Feldmann veganem a stoupencem zvířecích práv, což je dobře vidět ve videoklipu ke skladbě „Open Your Eyes“. Skupina také věnovala skladbu s názvem „What Gives You the Right“ organizaci „Southern Animal Rights Coalition“. Tato organizace sídlící na jihu Anglie je zastřešující organizací pro skupiny, které dělají kampaně proti týrání zvířat. Této organizaci věnovala skupina skladbu na CD „Until Every Cage Is Empty“. Skladba „Free Kevin Jonas“ je zase o vězni, který bojoval za zvířecí práva a nejvíce se zapojoval do SHAC 7. Feldmann také podporuje Frontu za osvobození zvířat. Pro skladbu „Behind the Mask“ z alba Disconnection Notice Feldmann dokonce přesvědčil prezidentku a spoluzakladatelku společnosti PETA Ingrid Newkirk, aby mu dovolila použít ve skladbě část svého projevu o týrání zvířat.

## Film a videohry
Skladby skupiny Goldfinger se několikrát objevily ve filmech a videohrách. Skladba s názvem „99 Red Balloons“ se objevila ve filmech Bulšit, Eurotrip. Verze skladby „More Today Than Yesterday“, která je původně od americké skupiny Spiral Starecase se objevuje na konci filmu Vodonoš. Další skladba s názvem „Superman“ byla použita ve filmu Blázni v parku a v komedii Kingpin. Skladba „Walking in the Dark“ se objevila ve filmu Mrtvý na univerzitě.

První videohrou, kde se objevila skladba skupiny, byla hra Tony Hawk's Pro Skater a tou skladbou byla skladba „Superman“. Další skladbou použitou do hry byla „99 Red Balloons“ ve hře Gran Turismo 3: A-Spec. Skladba nesoucí název „I Want“ z alba Disconnection Notice se objevuje ve hře Burnout Revenge pro PlayStation 2, Xbox 360 a také ve hře Burnout Legends pro PlayStation Portable. Skladba „My Everything“ je použita ve hře SSX On Tour. Singl „Spokesman“ se objevuje ve hře Tony Hawk's Pro Skater 4. Goldfinger se také na několik sekund objevili ve videu ke skladbě „Sell Out“ skupiny Reel Big Fish.

## Diskografie

### Studiová alba
- Goldfinger  (1996)
- Hang-Ups (1997)
- Stomping Ground (2000)
- Open Your Eyes (2002)
- Disconnection Notice (2005)
- Hello Destiny (2008)

### Živá alba
| Datum vydání     | Název                                 | Vydavatelství   |
| ---------------- | ------------------------------------- | --------------- |
| 9. listopad 1999 | Darrin's Coconut Ass: Live from Omaha | Mojo Records    |
| 2001             | Foot in Mouth                         | Mojo Records    |
| 23. březen 2004  | Live at the House of Blues            | Kung Fu Records |

### EP
| Datum vydání | Název                | Vydavatelství |
| ------------ | -------------------- | ------------- |
| 1995         | Richter              | Mojo Records  |
| 1996         | Tiger Meat/Teen Beef | Mojo Records  |

## Singly
| 1996                                    | "Here in Your Bedroom"      | 5  | 11 | Goldfinger           |
| 1996                                    | "Mable"                     | —  | —  | Goldfinger           |
| 1997                                    | "This Lonely Place"         | 14 | —  | Hang-Ups             |
| 1997                                    | "My Head                    | —  | —  | Hang-Ups             |
| 1998                                    | "Seems Like Yesterday"      | —  | —  | Meet the Deedles     |
| 1998                                    | "More Today Than Yesterday" | —  | —  | The Waterboy         |
| 2000                                    | "Counting the Days"         | —  | —  | Stomping Ground      |
| 2000                                    | "99 Red Balloons"           | —  | —  | Stomping Ground      |
| 2002                                    | "Tell Me"                   | —  | —  | Open Your Eyes       |
| 2002                                    | "Open Your Eyes"            | 37 | —  | Open Your Eyes       |
| 2002                                    | "Spokesman"                 | —  | —  | Open Your Eyes       |
| 2005                                    | "Wasted"                    | —  | —  | Disconnection Notice |
| 2005                                    | "I Want"                    | —  | —  | Disconnection Notice |
| 2005                                    | "Stalker"                   | —  | —  | Disconnection Notice |
| 2008                                    | "One More Time"             | —  | —  | Hello Destiny        |
| "—" označuje, že se skladby neumístily. |                             |    |    |                      |

## Kompilace
| Rok vydání | Album B                           | Skladba             |
| ---------- | --------------------------------- | ------------------- |
| 1997       | Violent World: Misfits Tribute    | "Ghoul's Night Out" |
| 1997       | Duran Duran Tribute Album         | "Rio"               |
| 2000       | Sleighed: Other Side of Christmas | "White Christmas"   |
| 2005       | The Best of Goldfinger            |                     |

## Soundtracky
| Rok vydání | Film                | Skladba                     |
| ---------- | ------------------- | --------------------------- |
| 1996       | Kingpin             | "Superman"                  |
| 1998       | Pivní bratři        | "Hopeless"                  |
| 1998       | Blázni v parku      | "Seems Like Yesterday"      |
| 1998       | Mrtvý na univerzitě | "Walking in the Dark"       |
| 1998       | Vodonoš             | "More Today Than Yesterday" |
| 1999       | Prci, prci, prcičky | "Vintage Queen"             |
| 2001       | Bulšit              | "99 Red Balloons"           |
| 2004       | Eurotrip            | "99 Red Balloons"           |

## Videohry
| Skladba             | Hra                           | Platforma                                                            |
| ------------------- | ----------------------------- | -------------------------------------------------------------------- |
| "Superman"          | Tony Hawk's Pro Skater        | PlayStation, Nintendo 64, Dreamcast                                  |
| "99 Red Balloons"   | Gran Turismo 3: A-Spec        | PlayStation 2                                                        |
| "Spokesman"         | Tony Hawk's Pro Skater        | PlayStation, PlayStation 2, Nintendo GameCube, Xbox, Windows PC, Mac |
| "I Want"            | Burnout Revenge               | PlayStation 2, Xbox, Xbox 360                                        |
| "I Want"            | Burnout Revenge               | PlayStation Portable, Nintendo DS                                    |
| "I'm Down"          | Andy McDonald's Skateboarding | PlayStation, Dreamcast                                               |
| "I'm Down"          | ESPN X-Games Snowboarding     | PlayStation 2                                                        |
| "My Everything"     | SSX On Tour                   | Xbox, PlayStation 2, Nintendo GameCube, PlayStation Portable         |
| "Counting the Days" | Shaun White Snowboarding      | PlayStation 3, Xbox 360, Wii                                         |